# Roque-de-los-Muchachos-Observatorium

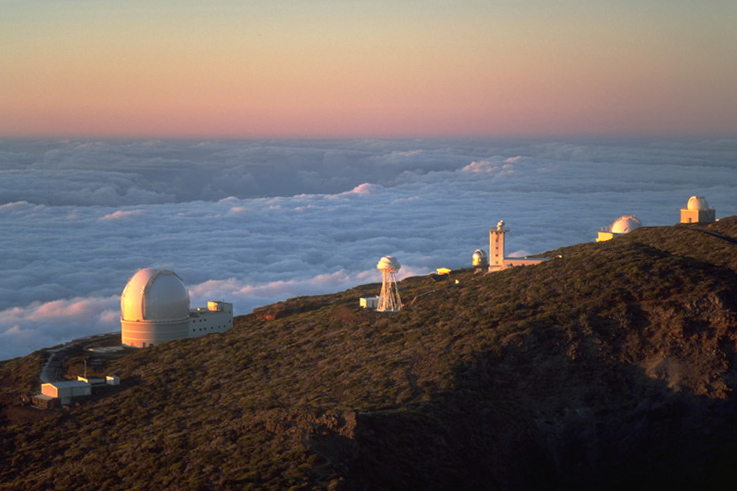
Roque-de-los-Muchachos-Observatorium

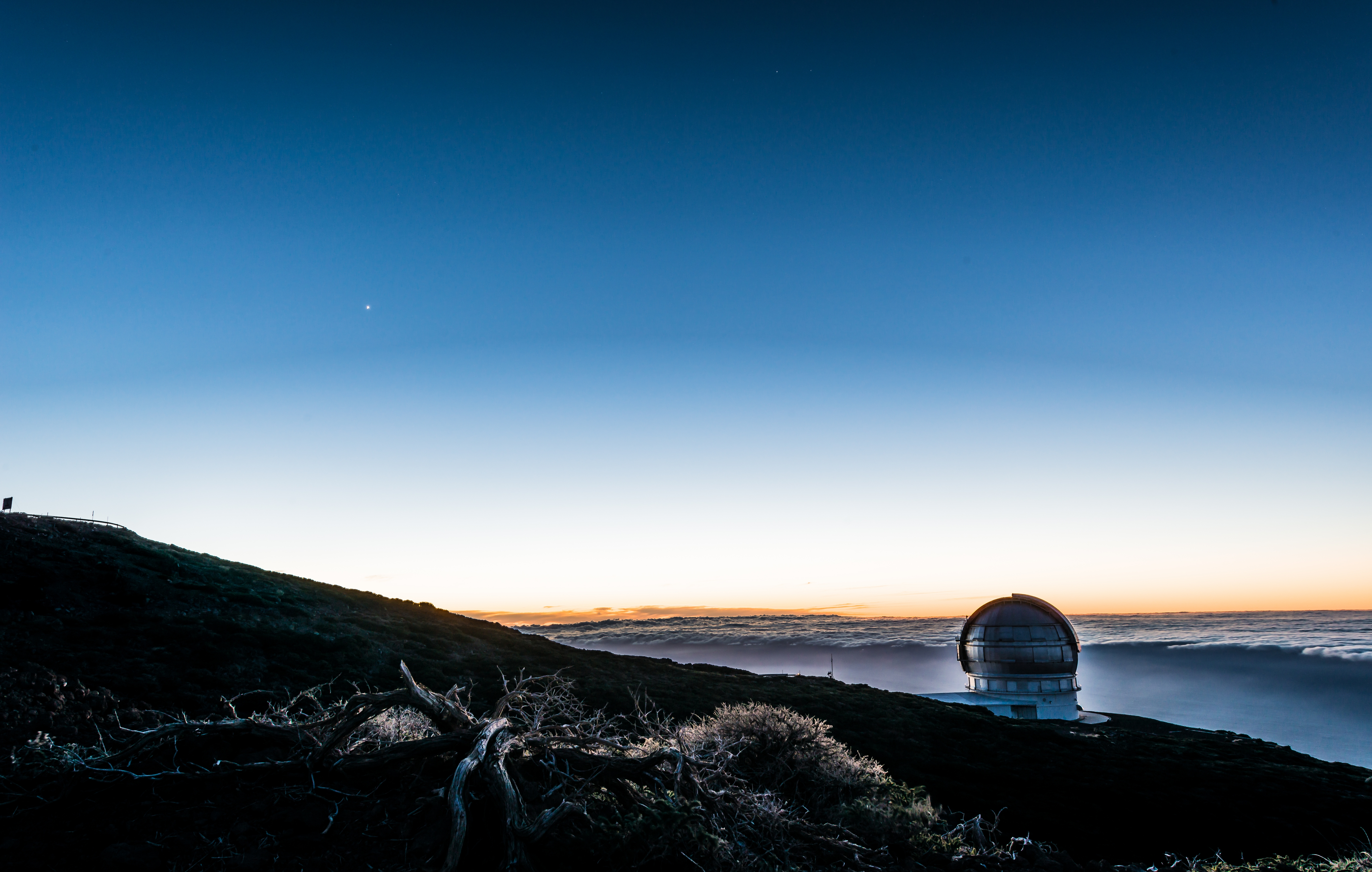
Roque de los Muchachos bei Nacht

Das Roque-de-los-Muchachos-Observatorium (span. Observatorio del Roque de los Muchachos, kurz ORM) ist zwischen 2350 und 2400 Metern Höhe eine Ansiedlung von Sternwarten am Hang des Roque de los Muchachos auf der Kanareninsel La Palma. Zusammen mit dem Teide-Observatorium auf Teneriffa bildet das ORM das European Northern Observatory.

## Allgemein
Die astrophysikalischen Observatorien wurden 1985 eröffnet. Das ORM beherbergt sowohl Nacht- als auch Sonnenteleskope und gilt als eines der größten Observatorien weltweit. Ausschlaggebend für den Standort des Projektes waren die klimatischen Bedingungen auf der höchsten Erhebung von La Palma. Mehrere europäische Länder sind an der Anlage beteiligt, die eine der wichtigsten dieser Art weltweit ist. Zurzeit sind etwa 170 Forschungsinstitute und 31 Staaten an den Instrumenten der ENO beteiligt. Die internationale Beteiligung stieg ab 2012 stark an, nachdem die Regierung der Kanaren ein Glasfasernetz bereitstellte, das es erlaubt, die generierten Daten der Forschungsinstrumente schnell in alle beteiligten Länder zu übertragen.
Das ORM ist dabei neben dem Paranal-Observatorium in Chile Teil des Cherenkov Telescope Array (CTA), welches das weltweit größte Forschungsprojekt der Gammastrahlen-Astronomie ist. Vor allem die large-size Teleskope auf La Palma machen dieses Observatorium so besonders, denn diese sind auf Gammastrahlen im niedrigsten Energiebereich (20 Gigaelektronenvolt) spezialisiert und schnell beweglich, was sie zu einem idealen Werkzeug zur Beobachtung vorübergehender Ereignisse im Universum machen. Quellen, die Gammastrahlung aussenden, findet man zum Beispiel in der Nachbarschaft von Schwarzen Löchern oder Neutronensternen. Neben diesen großen Teleskopen gibt es aber auch kleinere Teleskope, die zusammen das breite Spektrum an Gammastrahlen zwischen 20 Gigaelektronenvolt und 300 Teraelektronenvolt abdecken.

## Standort
Nachdem erkannt wurde, dass auf La Palma nahezu ideale Bedingungen für die astronomische Beobachtung und Forschung vorliegen, wurde dort das Observatorium errichtet. Durch die einzigartigen Umstände, wie beispielsweise den sehr dunklen Nachthimmel oder die fast partikelfreie Luftschicht auf 2400 Metern Höhe, kommen hervorragende Bilder über die installierten Kameras der Teleskope zustande, wodurch der Standort des Observatoriums auf La Palma einer der bedeutendsten weltweit ist.
1988 wurde zum Schutz La Palmas vor Lichtverschmutzung das weltweit erste Gesetz erlassen. Das sogenannte Ley del Cielo enthält Regelungen zu Faktoren, die die Qualität der Atmosphäre verschlechtern könnten, regelt aber auch Aspekte zur elektromagnetischen Umweltverträglichkeit. 2012 wurde La Palma als weltweit erstes UNESCO-Starlight Reserve zertifiziert, welches die gesamte Insel sowie Teile des umgebenden Atlantiks und der kanarischen Nachbarinsel Teneriffa umfasst (siehe Lichtschutz auf La Palma).
Auch die kürzere Entfernung zu Europa, im Vergleich zu anderen Observatorien (Hawaii, Chile), verschafft einige Vorteile.

## Geschichte
Im Jahr 1979 unterzeichneten in Santa Cruz de La Palma die Staaten Spanien, Schweden, Dänemark und das Vereinigte Königreich ein Abkommen, das ihnen astrophysikalische Forschungen auf dem Roque de los Muchachos gestattet. Weitere Länder schlossen sich dem astronomischen Verbund an (die Bundesrepublik Deutschland 1983). Am 29. Juni 1985 schließlich wurde in Anwesenheit zahlreicher Wissenschaftler, der Staatsoberhäupter der beteiligten Länder sowie des spanischen Königspaares das Observatorio Roque de los Muchachos feierlich eingeweiht.
Am 24. Juli 2009 wurde das mit 10,4 m Durchmesser – weltweit – größte der Spiegelteleskope, das Gran Telescopio Canarias (GRANTECAN) durch den spanischen König Juan Carlos und Königin Sophia feierlich in Betrieb genommen.

Rundblick vom Roque de los Muchachos Richtung Norden
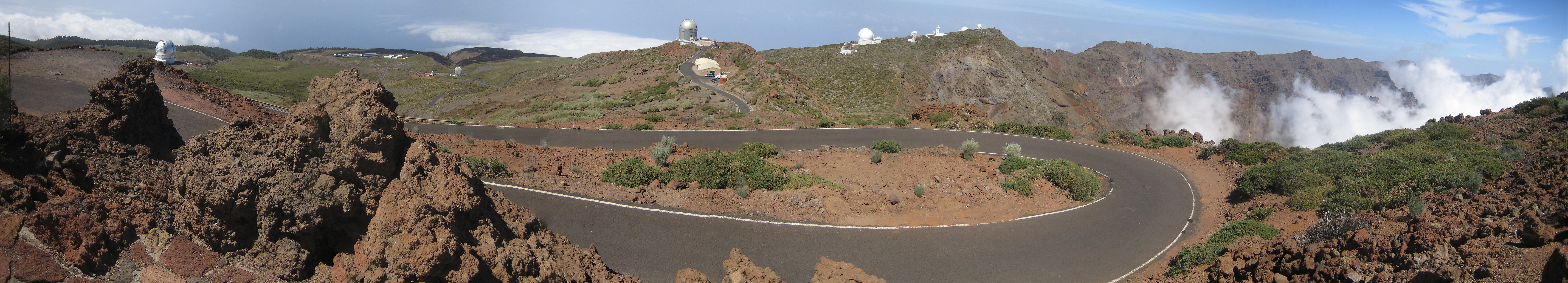

## Teleskope
Die größeren Observatorien sind mit Spiegelteleskopen ausgestattet, die im Folgenden nach dem Durchmesser des Hauptspiegels sortiert sind:
- 10,4-Meter-Gran Telescopio Canarias
- 4,2-Meter-William-Herschel-Teleskop (ING)
- 3,6-Meter-Telescopio Nazionale Galileo (TNG)
- 2,5-Meter-Isaac-Newton-Teleskop (ING)
- 2,5-Meter-Nordic Optical Telescope (NOT)
- 2,0-Meter-Liverpool-Teleskop
- 1,2-Meter-Mercator-Teleskop
- 1,0-Meter-Jacobus-Kapteyn-Teleskop (ING)

Die mit (ING) bezeichneten Teleskope sind in der Isaac Newton Group zusammengefasst.

### Spezielle Teleskope
- 0,45-Meter-Dutch Open Telescope, zur Sonnenbeobachtung
- Swedish Solar Telescope (SST), 1-m-Refraktor zur Sonnenbeobachtung
- 0,18-Meter-Carlsberg-Meridian-Refraktor (CMT) für Astrometrie
- 2 × 17-Meter-MAGIC (Tscherenkow-Teleskope für Gammastrahlung)
- 23-Meter Tscherenkow-Teleskop des nördlichen Cherenkov-Telescope-Arrays LST-1, sowie drei weitere im Bau[4][5]
- 3-Meter-FACT-Teleskop (ehemals als CT3 Teil der sechs HEGRA-Teleskope), Tscherenkow-Teleskop
- Ein Observatorium des SuperWASP

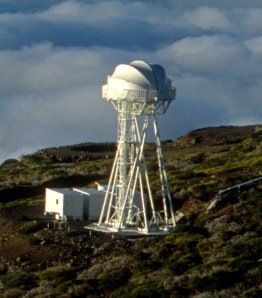
Dutch Open Teleskope
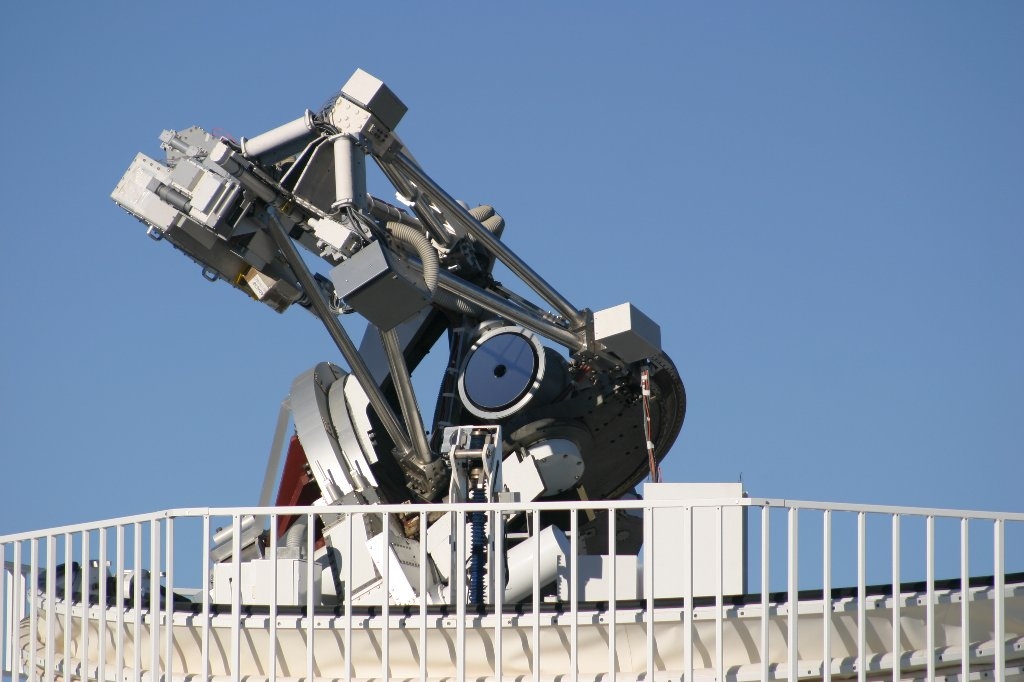
Dutch Open Telescope
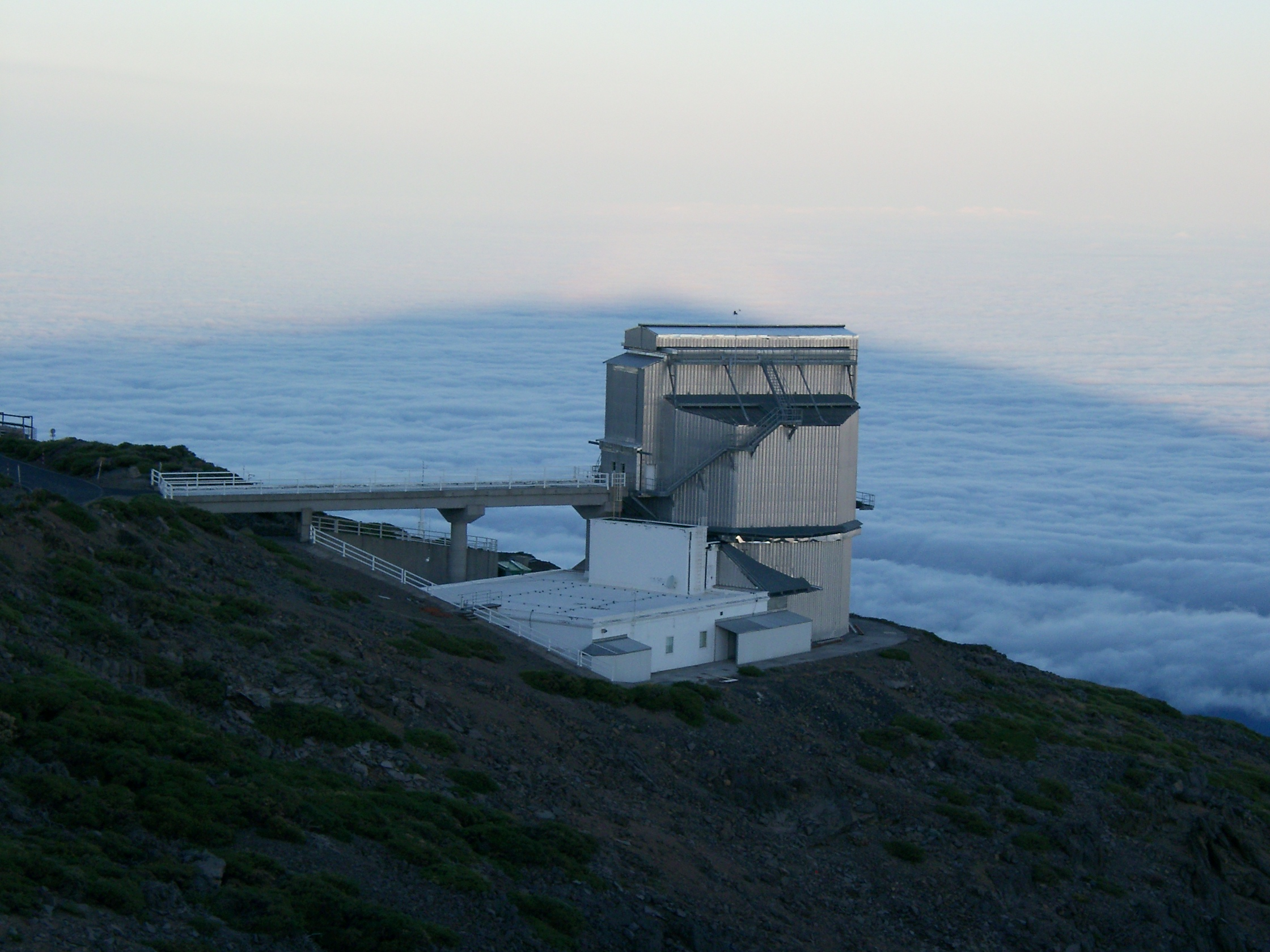
Telescopio Nazionale Galileo
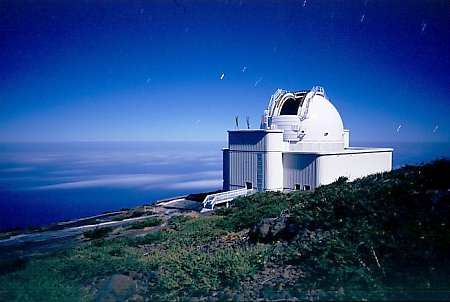
Isaac-Newton-Teleskop
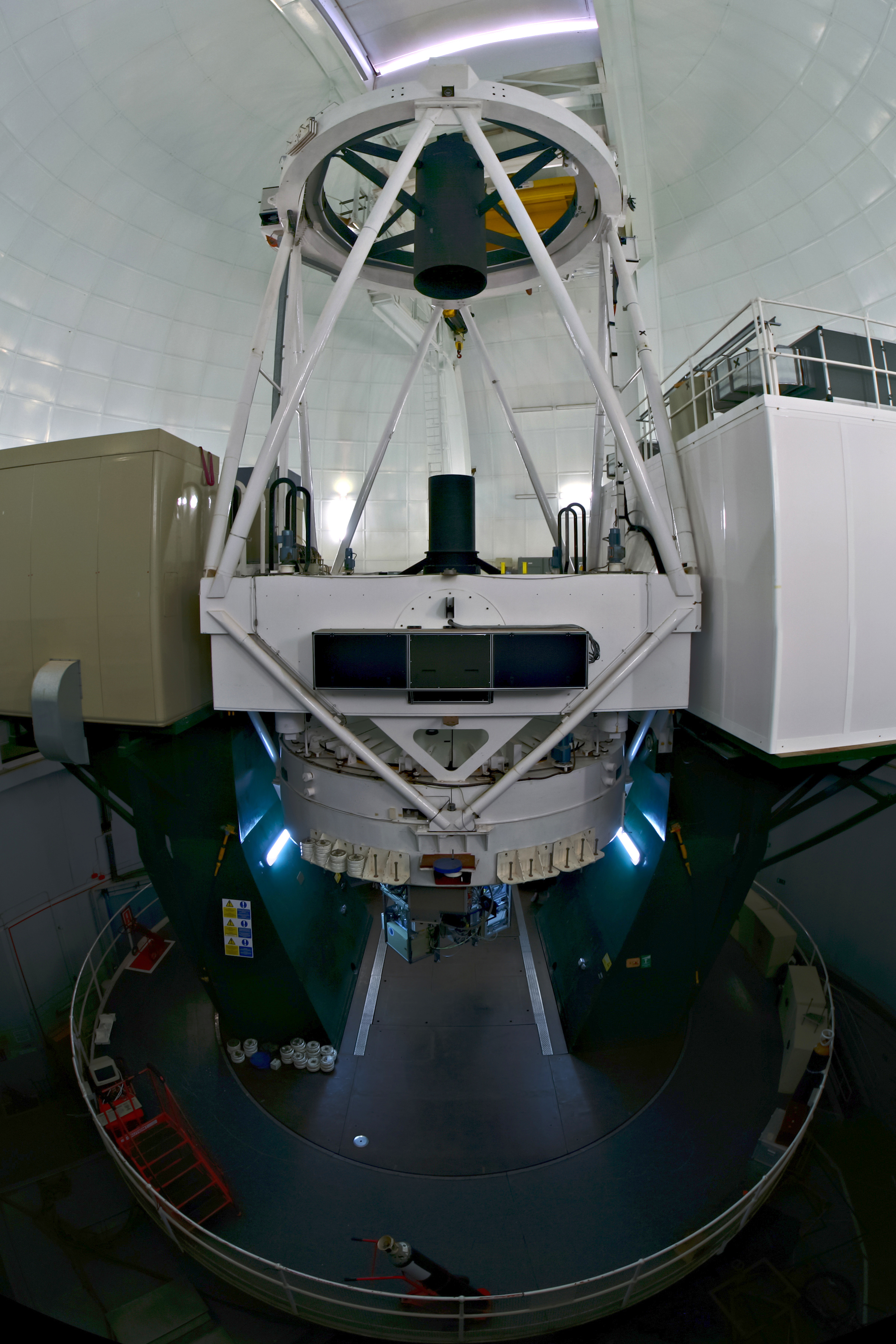
William-Herschel-Teleskop
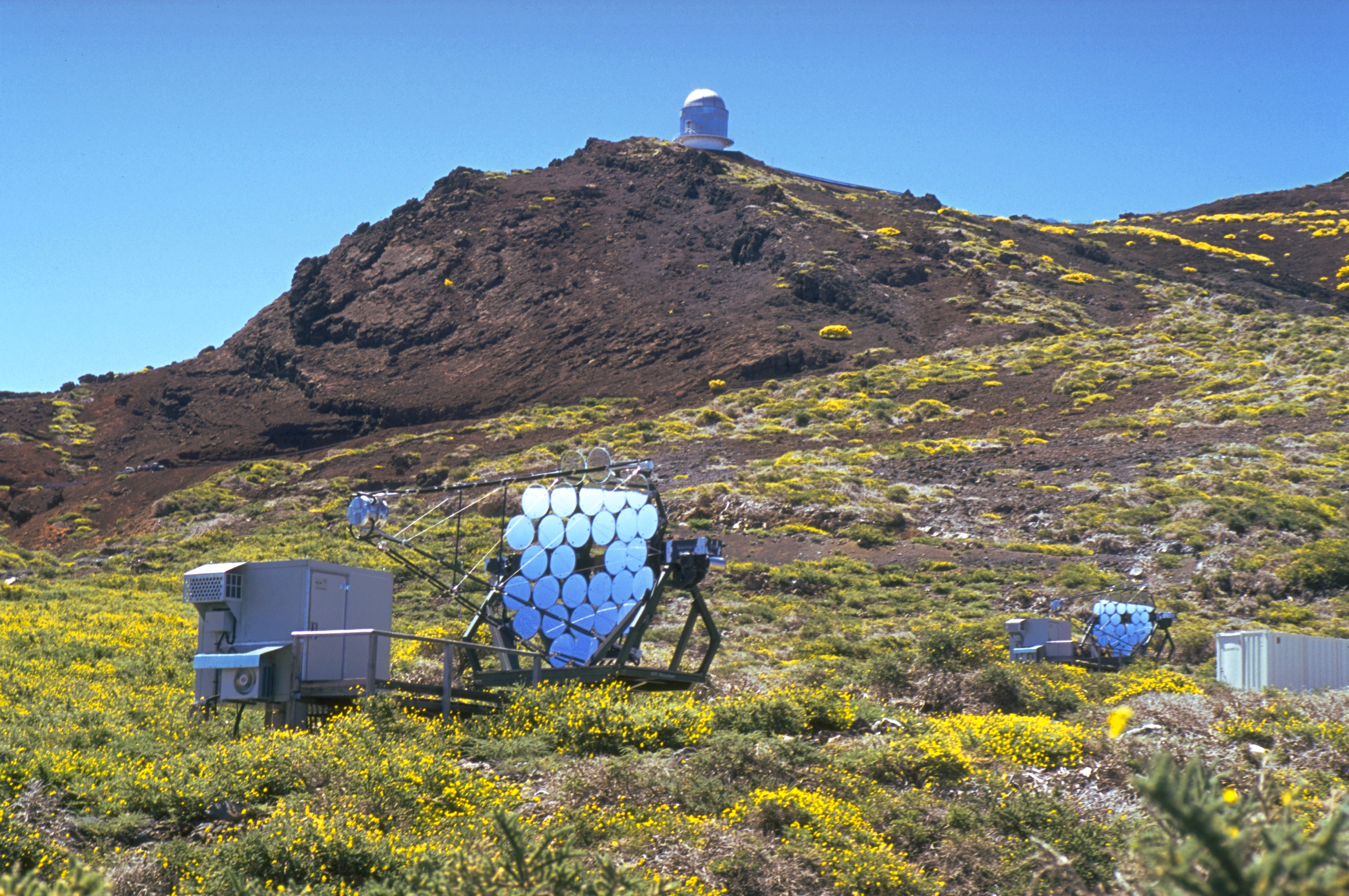
Zwei der HEGRA-Teleskope
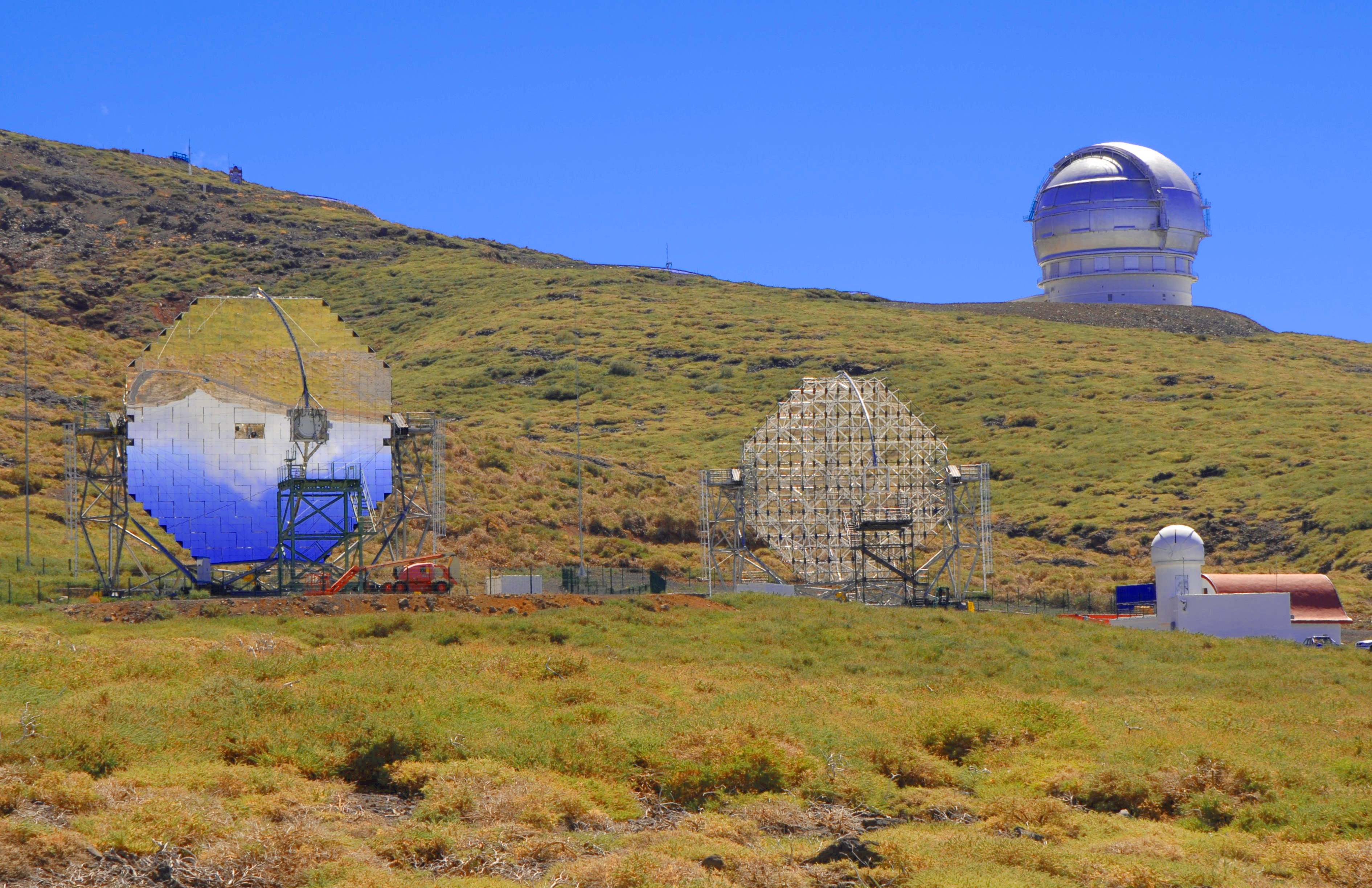
MAGIC-Teleskope
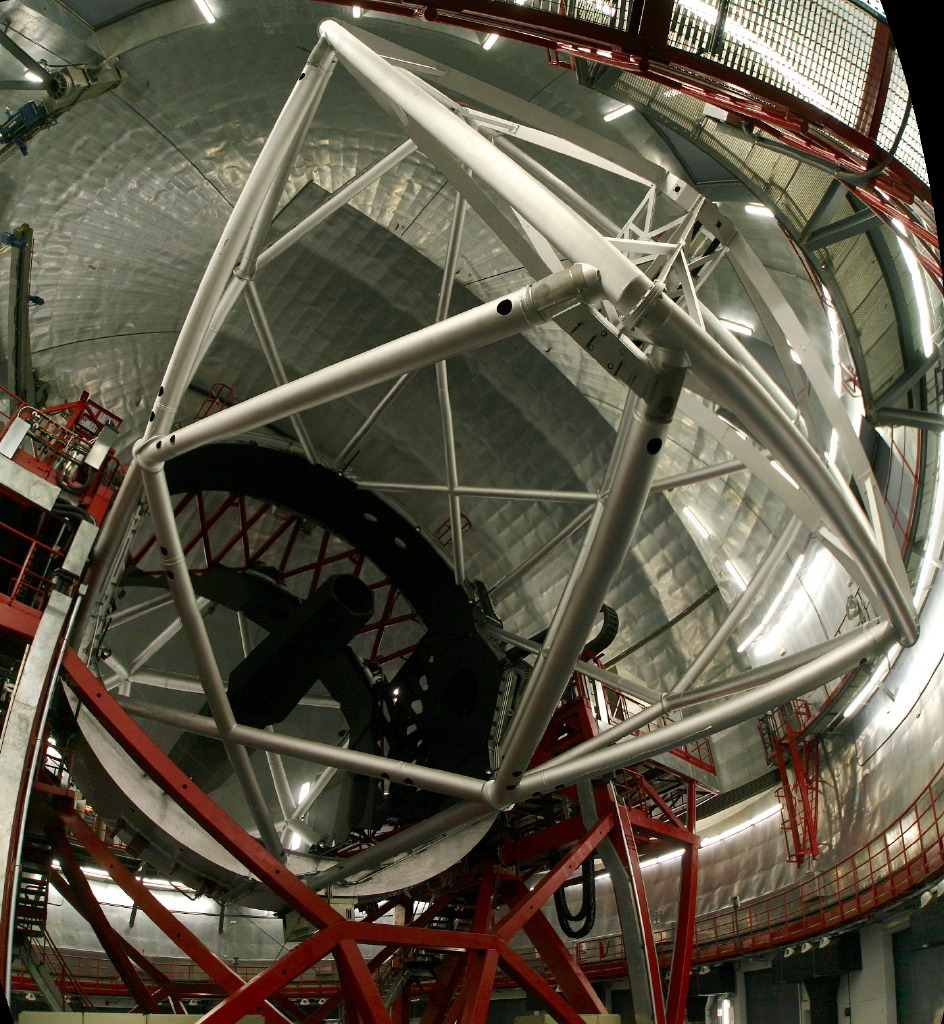
Gran Telescopio Canarias
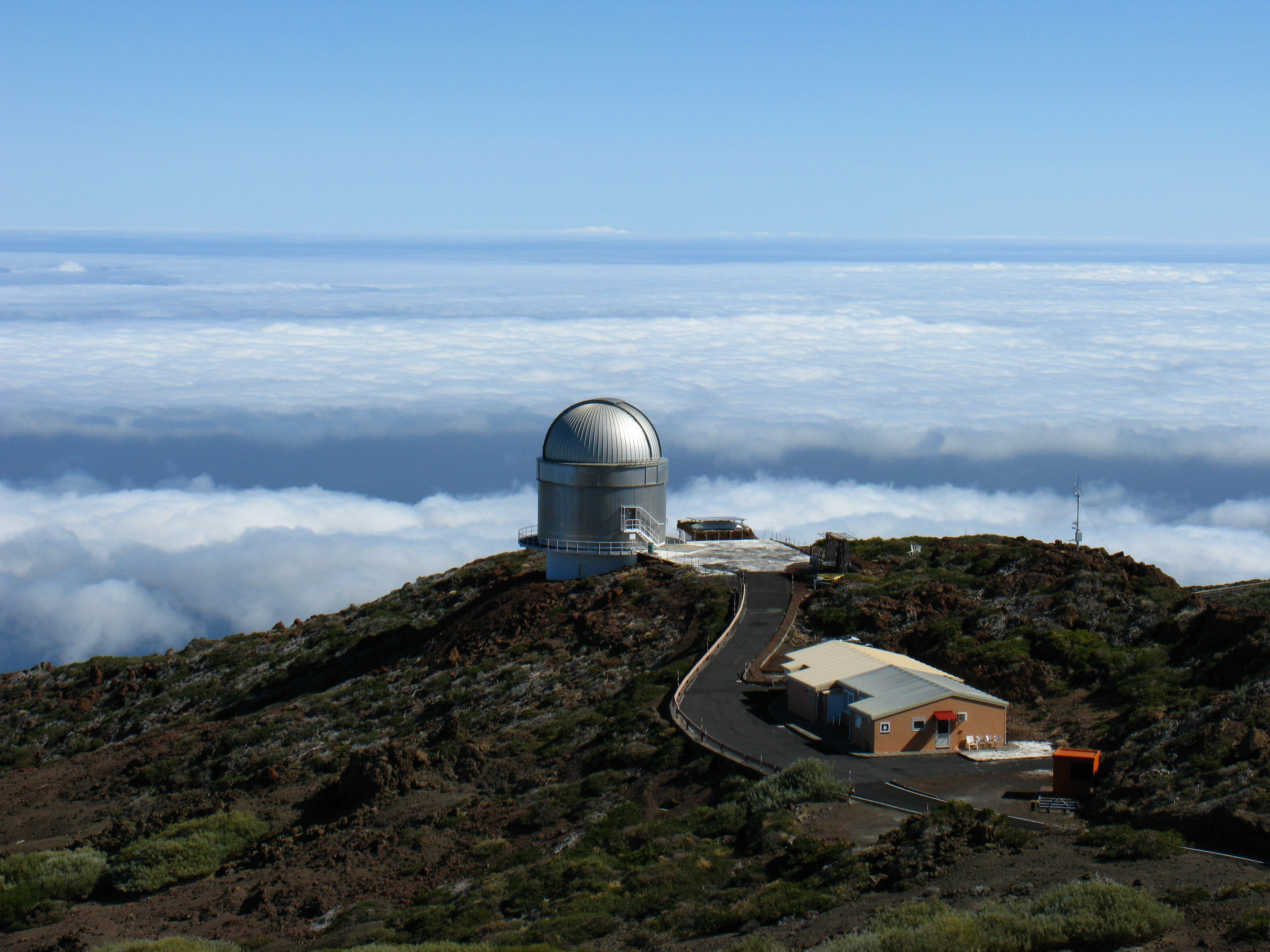
Nordic Optical Telescope (NOT)

## Entdeckungen
In Zusammenarbeit mit dem Teide Observatorium konnte das ORM schon zahlreiche wichtige Entdeckungen machen.
So wurde beispielsweise 1992 das erste mögliche Schwarze Loch in unserer Milchstraße entdeckt und 1995 der erste sogenannte Braune Zwerg in den Plejaden. 2001 wurde ein weiteres Schwarzes Loch in der Nähe unserer Milchstraße gefunden.
Die Gammastrahlen-Astronomie hat ein außerordentlich großes wissenschaftliches Potenzial, was Messungen mit verschiedenen Teleskopen zeigen. Zusammen entdeckten diese Instrumente mehr als 150 Gammastrahlen-Quellen und erzielten bedeutende wissenschaftliche Erkenntnisse.
Durch die Messung der Gammastrahlen in höchsten Energiebereichen sind Wissenschaftler in der Lage, die physikalischen Prozesse in turbulenten Himmelsregionen auszuwerten. Man geht davon aus, dass die CTA Hunderte von Objekten in der Milchstraße und außerhalb entdecken wird, wie zum Beispiel:
- Überreste von Supernova-Explosionen und neue Pulsarwind-Nebel
- Neue Doppelsternsysteme
- Auslöser für Gammastrahlen-Ausbrüche, außerhalb unserer Galaxie
- Aktive galaktische Kerne die teilweise noch nicht im Gammastrahlen-Spektrum nachgewiesen werden konnten (z. B. Seyfertgalaxien).
- Sternbildende Galaxien
- Galaxiencluster, um Dunkle Materie nachzuweisen und zu untersuchen, wie Teilchen der kosmischen Strahlung beschleunigt werden.

Durch die CTA können außerdem transiente Phänomene beobachtet werden, da Transienten Gammastrahlen mit sehr hoher Energie aussenden.
Der Ursprung der kosmischen Strahlung war lange Zeit unbekannt.
Welchen Beitrag Supernova-Überreste und Dunkle Materie zur kosmischen Strahlung leisten, sind weitere wissenschaftliche Rätsel, welche aber möglicherweise bald durch das ORM geklärt werden könnten. Man geht derzeit davon aus, dass sich Teilchen der dunklen Materie gegenseitig auslöschen können, wenn sie miteinander wechselwirken, wobei Gammastrahlung entsteht.
Des Weiteren erhoffen sich Wissenschaftler neue Erkenntnisse über die Beschaffenheit der großen Leerräume im Universum.

## Finanzierung
Finanziert wird das Observatorium durch die kanarische beziehungsweise spanische Regierung, aber auch in großen Teilen durch andere Länder und deren Universitäten wie beispielsweise von Deutschland, Schweden oder den USA, welche sich an der Errichtung von Teleskopen finanziell beteiligen. Dadurch kann das Observatorium auf La Palma einen wichtigen Beitrag zur Erforschung des Universums beitragen.
Spanien steuerte schon viele Millionen Euro bei, der Großteil kommt aber aus dem europäischen Förderbudget.

## Nachweise
1. ↑  ASTRONOMICAL  OBSERVATORIES  OF THE CANARY ISLANDS. In: Website. rediris.es, abgerufen am 21. Januar 2025 (englisch).
2. 1 2 3  Wofür wird das LST eingesetzt? In: .cta-observatory.org. Archiviert vom Original am 6. Juni 2023; abgerufen am 21. Januar 2025.
3. ↑  Jeder Tag ein All-Tag, Astronomie 2009. Spektrum.de, abgerufen am 31. Dezember 2022.
4. ↑  La Palma. In: Cherenkov Telescope Array. 2. Februar 2017, archiviert vom Original (nicht mehr online verfügbar) am 28. Juli 2017; abgerufen am 23. April 2019 (amerikanisches Englisch).
5. ↑  Im Bau: Neue Cherenkov-Teleskope auf La Palma. 3. Juni 2024, abgerufen am 21. Januar 2025.
6. ↑  pdf.kanarenexpress.com/226/pdf/kanaren_express_002.pdf